# 黃國瑄
黃國瑄（1857年11月7日—1919年2月9日）字秦生，贵州贵筑人。清朝及中华民国官员。

## 生平
黃國瑄早年在直隶做小官。义和团事件时（1900年）为直隶省清丰县知县。光绪三十二年（1906年）六月，围场抚民厅同知黄国瑄，因推行新政增加捐税，在正白旗营房九头山下野地升堂弹压抗捐税的民众，但被民众以请愿不允为名打伤而逃跑，上奏朝廷后，民众未被追究，黄国瑄被调离。
民国3年（1914年）7月27日，任順天府薊縣知事。民国3年（1914年）11月4日，存記簡任職。民国4年（1915年）1月25日，政事堂簡任職存記。民国4年（1915年）9月11日，授上大夫。民国5年（1916年）4月14日，署理四川巡按使。民国5年（1916年）5月20日，委任为四川省財政事務監督。民国5年（1916年）5月22日， 加銜少卿。民国5年（1916年）5月24日免署四川巡按使职，另候任用。
1919年2月9日，黃國瑄逝世。

## 家庭
- 父：黄彭年
- 兄：黄国瑾[3]